# Czarna (obwód witebski)
Czarna (biał. Чорнае, Czornaje; ros. Чёрное, Czornoje) – wieś na Białorusi, w obwodzie witebskim, w rejonie postawskim, w sielsowiecie Woropajewo. W 2009 roku liczyła 105 mieszkańców.
Znajduje tu się przystanek kolejowy Czarna, położony na linii Królewszczyzna - Łyntupy.

## Historia
W czasach zaborów wieś w gminie Łuck, w powiecie dzisieńskim, w guberni wileńskiej Imperium Rosyjskiego. W 1905 roku liczyła 481 mieszkańców, 563 dziesięciny.
W dwudziestoleciu międzywojennym kolonia leżała w Polsce, w województwie wileńskim, w powiecie duniłowickim (od 1926 postawskim), w gminie Łuck (od 1927 gmina Kozłowszczyzna).
Według Powszechnego Spisu Ludności z 1921 roku zamieszkiwało tu 514 osób, 513 było wyznania rzymskokatolickiego a 1 prawosławnego. Jednocześnie wszyscy mieszkańcy zadeklarowali polską przynależność narodową. Było tu 91 budynków mieszkalnych. W 1931 w 110 domach zamieszkiwało 561 osób.
Miejscowość należała do parafii rzymskokatolickiej w Duniłowiczach i prawosławnej w Osinogródku. Podlegała pod Sąd Grodzki w Duniłowiczach i Okręgowy w Wilnie; właściwy urząd pocztowy mieścił się w Kozłowszczyźnie.
W 1938 roku miejscowość należała do gromady Czarne gminy Kozłowszczyzna.